# Cei șapte conducători ai maghiarilor

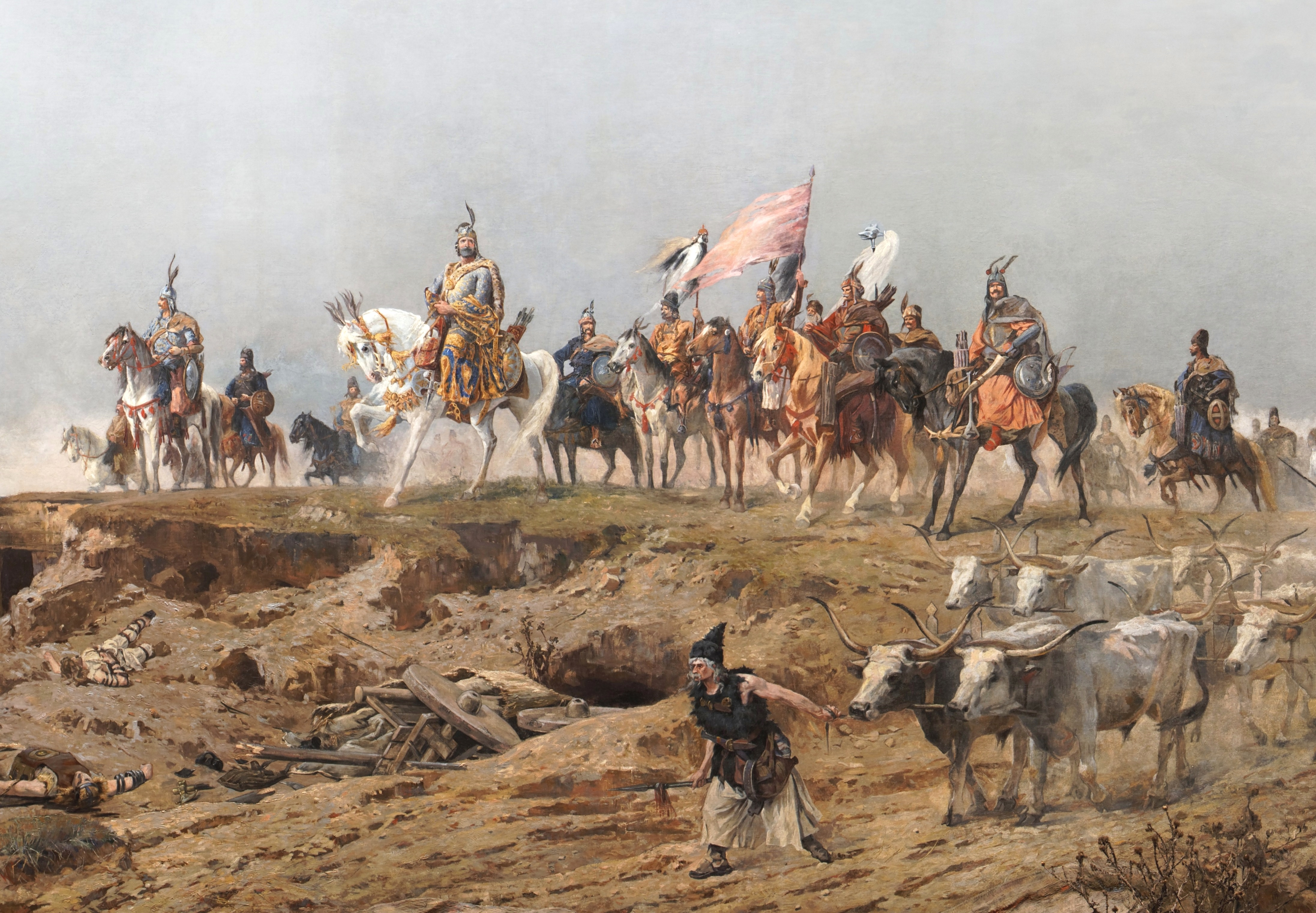
Sosirea maghiarilor în Panonia

Cei șapte conducători ai maghiarilor au fost șefii celor șapte triburi ale ungurilor în momentul sosirii lor în Panonia în 895. Constantin al VII-lea Porfirogenet, împărat al Imperiului Bizantin, numește cele șapte triburi în lucrarea sa De Administrando Imperio, o listă care poate fi verificată cu nume de localități maghiare. Cu toate acestea, împăratul nu oferă numele exact, ci doar unele aspecte legate de conducere. Numele căpeteniilor nu este tocmai cunoscut, o mulțime de cronici oferă diferite liste, unele dovedindu-se a fi false.

## Căpeteniile

#### Conform luiAnonymus

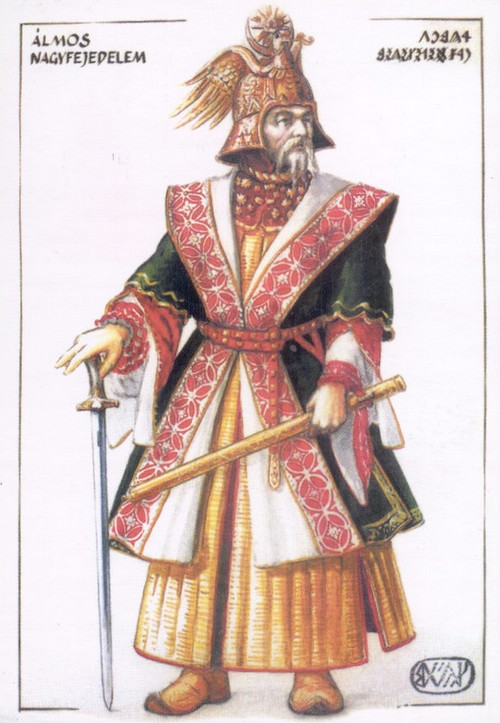
Álmos

Anonymus, cronicar maghiar și autorul lucrăriii Gesta Hungarorum, ne precizează următoarele nume:
- Álmos, tatăl lui Árpád
- Előd, tatăl lui Szabolcs
- Kend (Kond sau Kund), tatăl lui Korcán (Kurszán)
- Ond, tatăl lui Ete
- Tas, tatăl lui Lél (Lehel)
- Huba
- Tétény (Tuhutum), tatăl lui Horka

Cel mai probabil, aceste persoane au fost reale și semnificative, dar lista căpetenilor ce au cucerit Panonia este falsă.

#### Conform luiSimon din Keza
Cronicarul maghiar, Simon din Keza, ne oferă acestă listă:
- Árpád, fiul lui Álmos
- Szabolcs
- Gyula
- Örs
- Künd
- Lél
- Vérbulcsú